# التنکانستاد
التنکانستاد (به آلمانی: Altenkunstadt) یک شهر در آلمان است که در بایرن واقع شده‌است.

## خصوصیات
التنکانستاد ۳۲٫۹۱ کیلومترمربع مساحت دارد ۲۹۲ متر بالاتر از سطح دریا واقع شده‌است.